# نصفيات المنقار الولودة
نصفيات المنقار الولودة (الاسم العلمي: Zenarchopteridae)، فصيلة أسماك بحرية من رتبة الإبريات. توجد في المياه البحرية والمسوسة والمياه العذبة في منطقة المحيط الهادي الهندي.